# Rainfordia
Rainfordia is een monotypisch geslacht van straalvinnige vissen uit de familie van zaag- of zeebaarzen (Serranidae).

## Soort
- Rainfordia opercularis McCulloch, 1923